# 丁信
丁信（1428年—？），字誠之，河南開封府祥符縣人，民籍，明朝政治人物。進士出身。

## 生平
景泰元年（1450年）庚午科河南鄉試第三十四名。景泰二年（1451年）辛未科會試第八十六名，殿試登進士第三甲第二十七名。

## 家族
曾祖父丁伯岡。祖父丁德。父亲丁瑄。